# Toreo cómico
Il toreo cómico o toreo bufo, conosciuto anche come charlotada, è uno spettacolo taurino basato sull'interazione comica tra i partecipanti umani e i tori da combattimento.
Gli animali che vi partecipano non sono tori adulti, bensì vitelli di uno o due anni, che spesso provengono da allevamenti specializzati nella produzione di animali destinati esclusivamente a quest'uso, in quanto i criteri di selezione di questi animali sono molto diversi da quelli utilizzati per i tori destinati alle corride.
Una delle più antiche compagnie specializzate nel toreo cómico è El Bombero torero (Il pompiere torero), fondato da Pablo Celis Cuevas (1900-1969), che era solito, nei suoi primi spettacoli comici, toreare vitelli imitando il personaggio di Charlot, molto popolare in quegli anni, da cui il nome di charlotada dato informalmente ancora oggi a questo tipo di spettacoli. A questa compagnia (tuttora esistente, sotto la guida di Carlos e Rafael Celis, i nipoti di Pablo) se ne sono affiancate molte altre negli anni, tra cui è opportuno ricordare El Chino torero, El Toronto ed El Popeye torero y sus enanitos marineros. Dal "vivaio" degli spettacoli comici taurini di frequente ha preso il via anche la carriera di famosissime figure del toreo "serio", tra cui basti ricordare l'esempio di Manuel Rodríguez Sánchez "Manolete".
In uno spettacolo comico-taurino classico vengono toreati tipicamente quattro vitelloni o giovenche, tre dei quali (il primo, il secondo e il quarto) vengono "affrontati" in maniera comica, ovvero con i toreri vestiti da clown o con altri travestimenti, che fingono di frequente di esserne terrorizzati o di non essere all'altezza della situazione; ogni mossa in questo spettacolo diventa un pretesto per gags che avvicinano queste esibizioni alle entrate di clowneria dei circhi. Il terzo vitellone viene invece affrontato secondo le regole della classica corrida (ma senza l'intervento dei picadores), con la differenza che a torearlo sono generalmente persone affette da nanismo.
Fino al 1990 nelle charlotadas, nonostante il loro carattere allegro, il terzo animale, quello toreato in maniera tradizionale, passava attraverso le fasi cruente tipiche delle corride "serie": veniva infatti trafitto con le banderillas e, alla fine, ucciso con la spada regolamentare. Sugli altri animali, che non venivano uccisi, erano a volte utilizzate banderillas speciali, con una punta molto piccola e il palo di legno a sezione molto ridotta, che non avevano l'effetto delle vere banderillas ma ferivano comunque l'animale, seppure in maniera molto superficiale.
L'entrata in vigore della Legge spagnola n° 10/1991, o Ley nacional taurina, ha vietato qualsiasi maltrattamento dei bovini negli spettacoli comici, che oggi si svolgono pertanto senza spargimento di sangue e riutilizzando più volte gli stessi animali.
Tuttavia questa pratica, da sempre snobbata dai puristi della tauromachia in quanto da questi considerata una "presa in giro" della vera arte taurina, ha suscitato forti critiche da parte degli attivisti dei gruppi difensori dei diritti umani, che contestano il fatto che in questi spettacoli vengano esibite persone affette da deformità fisiche al fine di suscitare ilarità.